# این دیوارها (ترانه دوآ لیپا)
«این دیوارها» (انگلیسی: These Walls) ترانه‌ای از خوانندهٔ انگلیسی آلبانیایی دوآ لیپا برای سومین آلبوم استودیویی او به نام خوش‌بینی افراطی (۲۰۲۴) است. این ترانه توسط لیپا، اندرو ویات، دنی ال هارل، بیلی والش و کارولین آیلین نوشته و توسط ویات و هارل تهیه‌کنندگی شده است. «این دیوارها» با بازخورد مثبت منتقدان موسیقی همراه شد و به ۴۰ تک‌آهنگ برتر در جدول‌های موسیقی بریتانیا و نروژ دست یافت. نسخه‌ای جایگزین از این ترانه با حضور خوانندهٔ بلژیکی پیر دو مار در ۸ نوامبر ۲۰۲۴ به عنوان چهارمین تک‌آهنگ آلبوم خوش‌بینی افراطی منتشر شد. این نسخه به رتبهٔ هشتم در والونیا و نهم در فلاندرز رسید.

## پیش‌زمینه
در مصاحبه‌ای با Zane Lowe از اپل میوزیک، دوآ لیپا اعلام کرد که ترانهٔ «این دیوارها» را در ۱۶ ژانویه ۲۰۲۳ نوشتهاست. او گفت که ایدهٔ این ترانه زمانی به ذهنش رسید که متوجه شد می‌توان انرژی تنش‌آمیز دو نفر را پس از یک مشاجره در فضای یک اتاق احساس کرد. او افزود: «اتاق‌ها چیزها را در خود نگه می‌دارند، خاطره‌ها را، انرژی‌ها را… فکر می‌کنم این ترانه نمونهٔ خوبی از روبه‌رو شدن با چیزی اجتناب‌ناپذیر است—گفت‌وگویی که هیچ‌کس واقعاً نمی‌خواهد انجامش دهد، ولی باید انجام شود.»
«این دیوارها» در ۳ مه ۲۰۲۴ توسط وارنر رکوردز در برای آلبوم خوش‌بینی افراطی منتشر شد. نسخهٔ دونفرهٔ این قطعه با حضور پیر دو مار در ۸ نوامبر ۲۰۲۴ عرضه شد که شامل بخش‌هایی با اشعار فرانسوی (توسط دو مار و تا حدی لیپا) نیز می‌شود.